# Ramphocelus carbo
La tángara picoplata (Ramphocelus carbo) es una especie de ave paseriforme de la familia Thraupidae, perteneciente al  género Ramphocelus. Es nativa del norte y centro de América del Sur, inclusive Trinidad y Tobago.

## Nombres comunes
Se le denomina también  sangre de toro apagado (en Colombia y Venezuela), toche negro (en Colombia), sangre de toro (en Bolivia y Paraguay), fueguero oscuro (en Argentina), tangara concho de vino (en Ecuador), tangara de pico plateado (en Perú), pico de plata (en Venezuela) o sangre de toro pico de plata (en Venezuela).

## Distribución y hábitat
Se distribuye en una inmensa área, desde el oriente de Colombia, hacia el este por Venezuela, Trinidad, Guyana, Surinam y Guayana Francesa, hacia el sur siempre a oriente de los Andes, por Ecuador, Perú, Bolivia, casi todo Brasil (excepto el sur), norte y este de Paraguay y el extremo noreste de Argentina.
Esta especie es ampliamente diseminada y generalmente común en sus hábitats naturales: los matorrales y áreas arbustivas no forestales, en la Amazonia usualmente cerca de agua, principalmente por debajo de los 1200 m de altitud, pero llegando hasta los 2000 m en los valles andinos.

## Descripción
En promedio mide 18 cm de longitud y pesa 25 g. Los machos adultos son de plumaje color negro aterciopelado con la garganta y el pecho de color rojo carmesí profundo, que se destaca según la iluminación del sitio y se ve más intenso en las aves tomando el sol, cuando las plumas se apartan y algunas parecen erizadas. La mandíbula superior del pico es negro, pero el macho se distingue por la mandíbula inferior blanca plateada, brillante como porcelana. El plumaje de la hembra es más opaco, con el dorso pardo rojizo, las partes inferiores de color marrón y el pico negro.
Hay variaciones de coloración entre las subespecies, principalmente en la extensión del color negro y el grado de contraste entre este en las partes superiores y el carmesí de la garganta y el pecho. 

## Comportamiento
Es un ave social, que se ve a menudo en grupos de seis a diez ejemplares aunque a veces es sorprendente el número de individuos reunidos, usualmente con apenas un macho adulto por grupo. Forrajea en todos los niveles pero generalmente permanece bajo.

### Alimentación
Su dieta consiste principalmente de frutas y además insectos y otros invertebrados.

### Reproducción
Construye un nido en forma de taza en algún arbusto. La hembra pone dos a tres huevos de color claro, verdoso o azulado, con manchas pardas o negruzcas. La incubación dura 13 días y los polluelos abandonan el nido 11 a 12 días después de la eclosión de los huevos. La madurez sexual ocurre a los 10 meses de edad.

### Vocalización
Su canto es un lento y suave «kick-wick». Su llamado es una nota alta, metálica y rápida.

## Sistemática

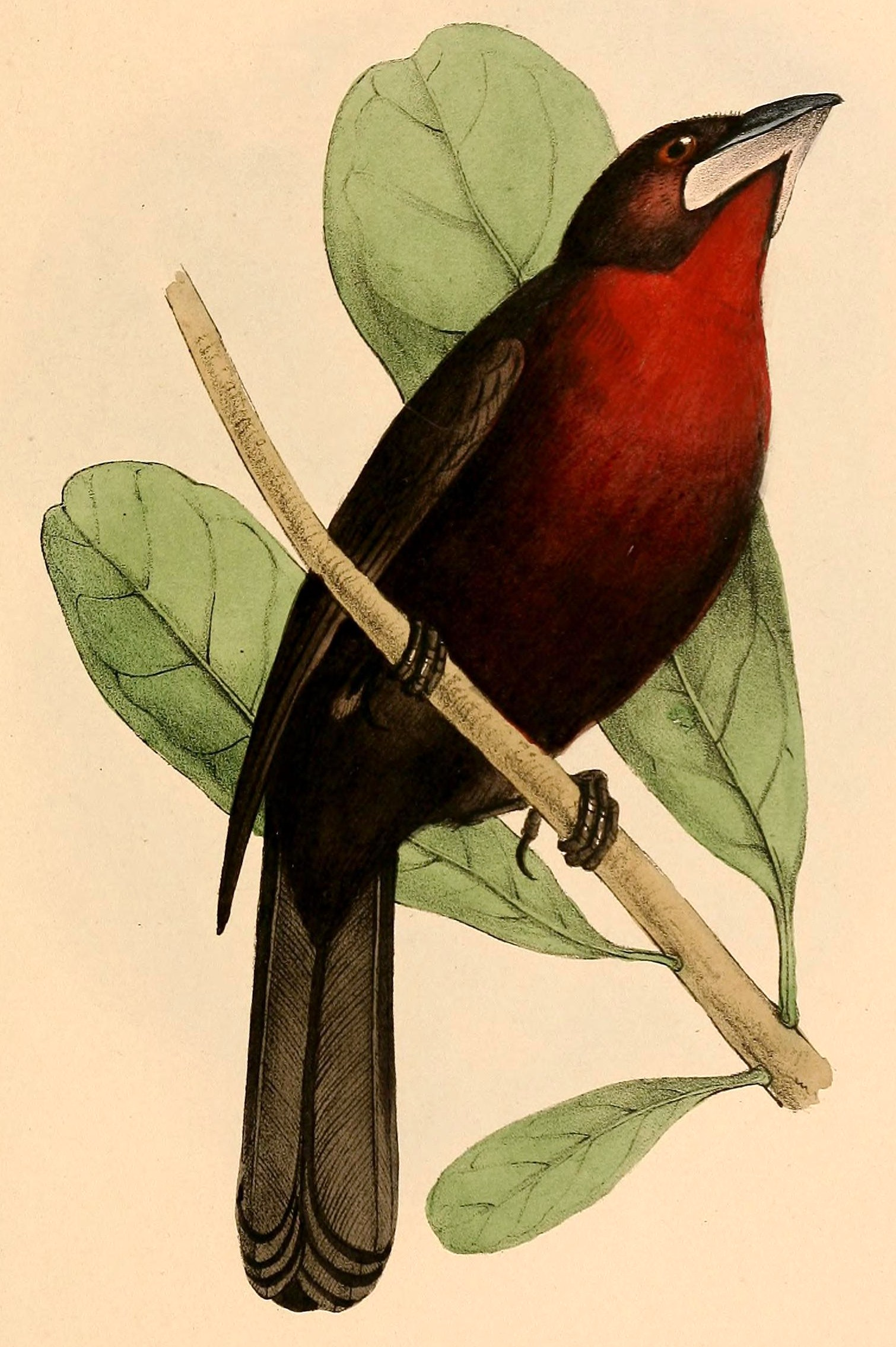
Ramphopis atrococcineus = Ramphocelus carbo, ilustración de Swainson, en A selection of the birds of Brazil and Mexico, 1841.

### Descripción original
La especie R. carbo fue descrita por primera vez por el naturalista alemán Peter Simon Pallas en 1764 bajo el nombre científico Lanius carbo; su localidad tipo es: «Surinam».

### Etimología
El nombre genérico masculino «Ramphocelus» se compone de las palabras del griego «rhamphos»: pico, y «koilos»: cóncavo; significando «de pico cóncavo»; y el nombre de la especie «carbo», proviene del latín y significa «carbón».

### Taxonomía
Los amplios estudios filogenéticos recientes de Burns et al. (2014) demuestran que la presente especie es hermana de Ramphocelus melanogaster.

### Subespecies
Según las clasificaciones del Congreso Ornitológico Internacional (IOC) y Clements Checklist/eBird v.2019 se reconocen ocho subespecies, con su correspondiente distribución geográfica:
- Ramphocelus carbo unicolor P.L. Sclater, 1856 – base oriental de los Andes orientales de Colombia (Cundinamarca y Meta).
- Ramphocelus carbo magnirostris Lafresnaye, 1853 – Trinidad (un único espécimen de Sucre, noreste de Venezuela.
- Ramphocelus carbo carbo (Pallas), 1764 – sureste de Colombia hasta las Guayanas, este de Perú y norte de Brasil.
- Ramphocelus carbo venezuelensis Lafresnaye, 1853 – este de Colombia y oeste de Venezuela.
- Ramphocelus carbo capitalis Allen, 1892 – noreste de Venezuela (noreste de Anzoátegui hasta el sureste de Monagas, Delta Amacuro).
- Ramphocelus carbo connectens Berlepsch & Stolzmann, 1896 – sureste de Perú (Cuzco) hasta el noroeste de Bolivia (río Beni).
- Ramphocelus carbo atrosericeus d'Orbigny & Lafresnaye, 1837 – norte y este de Bolivia.
- Ramphocelus carbo centralis Hellmayr, 1920 – centro oriente de Brasil, adyacente este de Paraguay y extremo noreste de Argentina (Misiones).